# Eupithecia problematica
Eupithecia problematica là một loài bướm đêm trong họ Geometridae.